# Guanó

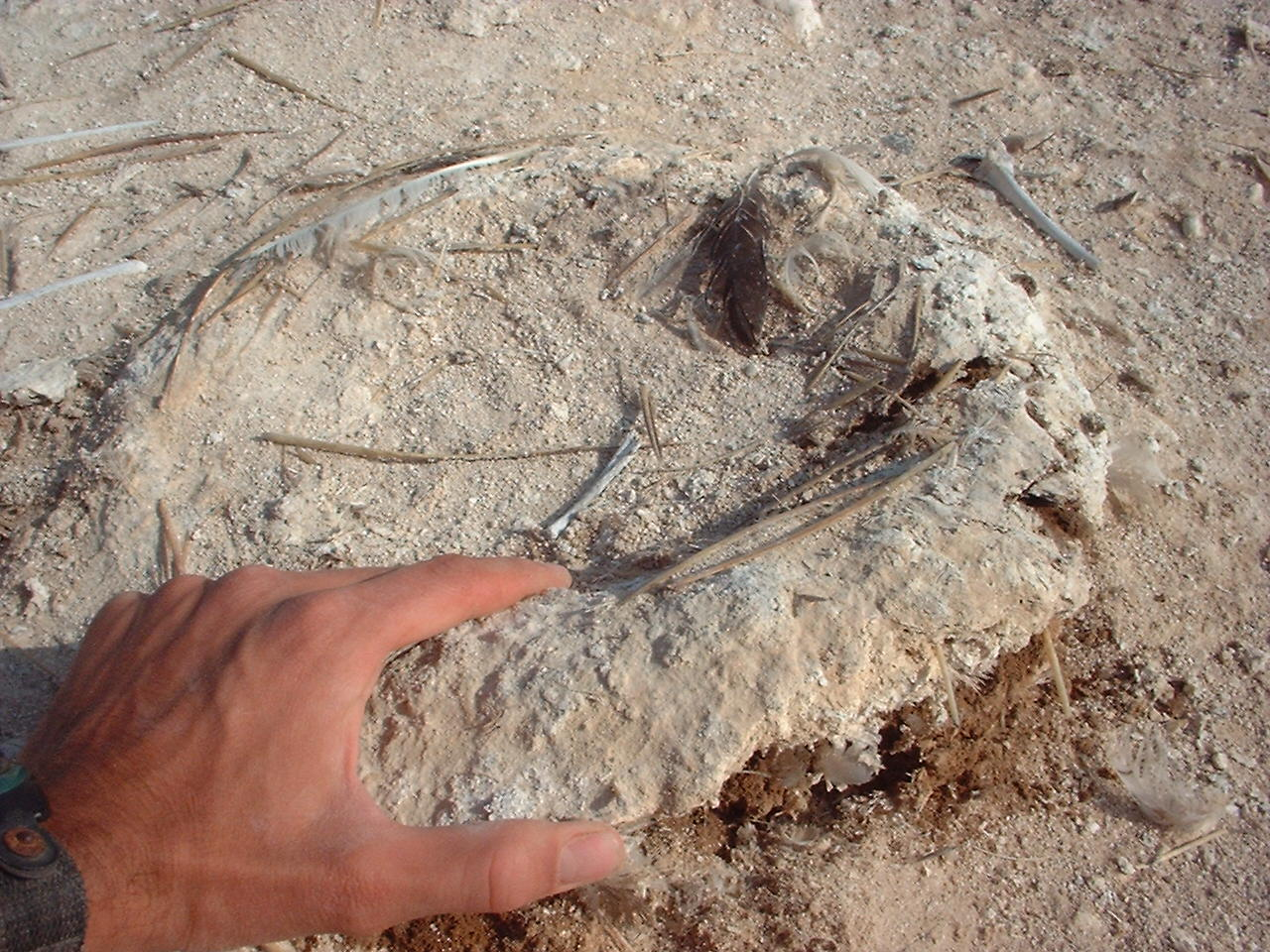
A guánószula majdnem kizárólag guanóból készült fészke

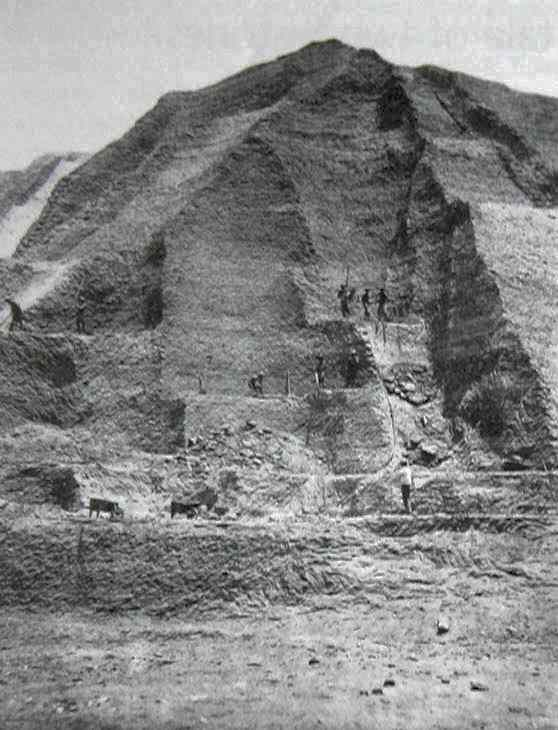
Guanóbányászat Peru partjainál (1860 körül)

A guanó (a spanyol guano [ˈgwano] szóból, melynek végső forrása a kecsua wanu ’trágya’) trágyaként alkalmazott, nagy foszfor- és nitrogéntartalmú madár- vagy denevérürülék. Földtanilag a biogén, foszfátos üledékek közé tartozik.

## Keletkezése
A madárguanó jellemzően a tengeri madarak nagy telepein, illetve azok alatt halmozódik fel. Legnevezetesebb előfordulásait a Dél-Amerika nyugati partjai előtt sorakozó szigeteken fedezték fel. A Ballestas-szigetek felszínét még ma is milliónyi tengeri madár guanója borítja.
A denevérguanó a denevérek csoportos telelőhelyein (rendszerint barlangokban) rakódik le. Az állatok trágyájába a télen elhullott denevérek tetemei keverednek.

## Összetétele
A növénytáplálás három főeleméből kettőt: nitrogént és foszfort tartalmaz számottevő mennyiségben. Nitrogénből több van benne, a mezőgazdaság számára azonban foszfortartalma a fontosabb, mivel a foszfor a termőterületek többségén eleve hiányelem. Mind a madár- mind a denevérguanó telepeire jellemző, hogy azokban, illetve a guanó és az alatta települő kőzet kölcsönhatásának eredményeként más közegekben rendkívül ritkán előforduló szerves ásványok alakulnak ki.
Egy 19. század végi lexikon szerint: 7-10% nitrogént és 2-4% foszforsavat szokott tartalmazni. Trágyázási célokra nagyon alkalmas, termésfokozó hatása azonban nem áll arányban nitrogéntartalmával, mivel utóbbinak rendszerint fele oldhatatlan alakban mint khitin van meg. Nagyobb mennyiségben Szardiniából, Egyiptomból s Mexikóból hozzák be, de több hazai barlangban (Aggtelek, Esztergom, Orsova mellett) is előfordul.

## Hasznosítása
Az első „guanószigeteket” az 1800-as évek elején írta le Alexander von Humboldt.
A guanó mezőgazdasági hasznát az 1830-as/'40-es évek fordulóján fedezték fel. Termésfokozó hatása felülmúlta a korábban használt talajjavító anyagokét (istállótrágya, fekália, hamu, hal- és csontliszt), Ráadásul a megkövesült guanót egyszerű bányászati módszerekkel tömegesen termelhették ki telepeiből. Használata ezután viharos gyorsasággal bővült. Kiválóan jelzi ezt az Angliába vitt hajórakományok száma:
- 1841-ben 7 hajó,

- 1845-ben 683 hajó.[4]

E folyamat eredményeként az 1860-as években már a guanóbányászat adta Peru bruttó nemzeti össztermékének 60%-át. A leghíresebb lelőhely a Chincha-szigeteken volt, mivel ezek szélsőségesen száraz éghajlata hatékonyan gátolta a guanó tengerbe mosódását.  Épp ezért 1864-ben Spanyolország elfoglalta Perutól a guanószigeteket; a perui gazdaság összeomlott. Válaszul Peru hadat üzent Spanyolországnak. Az 1864–1866-os guanóháborúban Peru esélytelen lett volna a nagyobb és jobban felszerelt spanyol haderővel szemben, a spanyolok ellen azonban harcba szállt Chile és Bolívia is, és hatalmas veszteségek (mint például a teljes chilei kereskedelmi flotta elsüllyesztése) árán végül legyőzték a spanyolokat. Az addigi szövetségesek ezután egymás ellen fordultak, és ezekből a küzdelmekből Chile került ki győztesen: elfoglalta előbb a Chincha-szigeteket, majd az 1879–84-es salétromháborúban Bolívia tengerparti területeit Antofagasta fontos kikötőjével és a körülötte művelt guanólelőhelyekkel. Időközben fölfedezték, hogy a nitrogénpótlásra az Atacama-sivatagban talált, úgynevezett „chilei salétrom” nemcsak hogy ki tudja váltani a guanót, de még alkalmasabb is annál.
A guanó begyűjtésében még a 20. század első felében is Peru volt a világelső, de a jelentősebb telepeket a 19/20. század fordulójára leművelték. A mezőgazdaság trágyaigénye azonban tovább nőtt, és ez döntően ösztönözte a műtrágyagyártást.
Nagysolymosi Koncz Ármin élelmes székelyudvarhelyi gyógyszerész megpróbálta értékesíteni a denevérguanót. 1879-ben német nyelvű körleveleket küldött szét Bécsbe, mindenfelé. A megrendelések egymást érték. Tetemes mennyiséget szállított el postacsomagokban. A denevérguanó valóságos kiviteli árucikké vált propagandája nyomán, azonban az irigység, kapzsiság annyira erőt vett a székely atyafiakon, hogy a „drága szert” még postacsomagokban sem lehetett elküldeni, úgy megemelték a behozatal költségét. A patikus kénytelen volt a denevérguanó-üzlettel felhagyni, habár az mint szobanövény- és virágtrágya, értékesnek bizonyult a virágkertészetekben.
Napjainkban Brazília délkeleti részén bioenergiát kívánnak előállítani madarak ürülékéből, hogy ezzel fejlesszék a térség iparát. Németország Szász-Anhalt tartományában egy biogáz-berendezés tüzelőanyagának 70%-a tyúkpiszok.

## Veszélyei
- allergén hatás

A galambok elszaporodása miatt a városokban a guanó főleg ott, ahol nem éri csapadék, porrá válhat. A galambfekáliával, tollal szennyezett por allergén lehet.
- biotranszport

Az óceánból táplálkozó, ám a szárazon fészkelő tengeri madarak nemcsak táplálékot, de szennyezőanyagokat is hoznak magukkal a tengerből. A vegyszereket a guanóval ürítik ki szervezetükből; ennek a biotranszportnak a jelentőségét sokáig alábecsülték. A tengeri madarak nemcsak DDT-t, de higanyt is szállítanak a sarkvidékre.